# Strukturierte Vorstellung
Eine Strukturierte Vorstellung ist eine zielgerichtete, kognitive Aktivität, die anhand von Strukturen und Prinzipien organisiert ist. Insbesondere konzeptuelles Wissen, das teilweise idiosynkratisch, teilweise aber auch von verschiedenen Menschen geteilt ist (Umwelt etc.), beeinflusst das sich vorzustellende Objekt. Im Gegensatz zu mentaler Vorstellung geht sie über das hinaus, was man bereits kennt, muss jedoch nicht ausschließlich Neues beinhalten.
Die folgenden Ausführungen beziehen sich auf die Darstellungen in Kapitel 6 von Finke, Ward und Smith (1992).

## Grundannahmen zur Vorstellungsstruktur
Unsere Vorstellung ist von Organisationsprinzipien strukturiert.
Wenn wir uns etwas vorstellen, sind zwei Mechanismen beteiligt:
1. Kategorisierung
  - Basic level (Kategorie, in die ein Objekt am häufigsten eingeordnet wird)
2. Findungsprozesse
  - mentale Synthese (Zusammenfügen von einzelnen Wissenssträngen zu einem Vorstellungsbild)
  - mentale Transformation (Übertragen einzelner Eigenschaften anderer Objekte aus anderen Kategorien auf ein neues, vorzustellendes Objekt)

Die Autoren interessierte nun, wie genau diese Strukturierung vonstattengeht und welche Teile der Vorstellung davon beeinflusst werden.
Dazu betrachteten sie zunächst ältere Forschungsansätze zur Kategorisierung, um daraus Hypothesen abzuleiten für eine neuere, methodisch andere Studie, die Ward 1991 durchführte und über die sie anschließend berichten.

## Traditionelle Forschungsansätze über Kategorisierung
Man kann zwei Forschungsansätze unterscheiden; traditionelle beschäftigen sich vor allem mit der Rolle von Kategorisierungsprozessen, während neuere Modelle die Rolle von Synthese und Transformation beleuchten.
 Traditionelle Forschungsansätze über Kategorisierung 
Forschungsmethodik
Innerhalb dieser Tradition wurde der Prozess der Kategorisierung auf zwei Arten untersucht:
1. Personen neue Kategorien nach ihrem Ermessen bilden lassen und schauen, welche Kriterien für die Kategorienbildung ausschlaggebend sind
2. Existente Kategorien indirekt bewerten lassen und somit prüfen, inwiefern sie mit der Art einer vorhandenen Kategoriebildung übereinstimmen

Diese Herangehensweisen haben allerdings eine passivere, eher eingeschränkte Versuchsanweisung, da die Personen immer vom Versuchsleiter ausgewählte Objekte zuordnen oder bereits bestehende Kategorien beurteilen müssen.
Wichtige Ergebnisse:
Basic level (Rosch et al. (1976))
Jedes Objekt kann auf unterschiedlichen Ebenen kategorisiert werden. Das basic level bezeichnet das, was die meisten Menschen zur Kategorisierung eines Objektes nutzen würden. Es ist das Mittel zwischen der Weite der Kategorie und der Leichtigkeit, Mitglieder und Nicht-Mitglieder der Kategorie zu unterscheiden.
Sonstige Forschungsergebnisse sind, dass Attribute von Kategorien oft gemeinsam (in Clustern) auftreten (z. B. werden Flügel eher mit Federn assoziiert als mit Fell). Zudem sind bestimmte Eigenschaften nicht wichtig für Kategoriebildung (z. B. Größe).
 Der „generative cognition“ Ansatz  (Beispiele: Ward (1991))
In neueren Untersuchungen werden Probanden gebeten, selbst neue Objekte zu erfinden. Dies soll die Frage beantworten, wie Menschen über existierende Kategorien und Exemplare hinausgehen, um etwas Neues zu erschaffen.
Forschungsmethodik:
Versuchspersonen sollen sich einen Planeten vorstellen und dann jeweils Wesen mehrerer Spezies zeichnen, die sie sich als dort ansässig vorstellen können. Dabei werden die vorherigen Ergebnisse genutzt, um Vermutungen über das Verhalten der Versuchspersonen anzustellen.

### Studie I – Experimente zum Kreieren neuer Wesenheiten
In einer ersten Studie untersuchte Ward (1991), wie Probenden sich Lebewesen auf erdähnlichen und erdunähnlichen Planeten vorstellen.
Annahmen aufgrund früherer Forschungen
1. Das basic level dürfte, da sie sehr fundamental ist, ein strukturierendes Prinzip unserer Vorstellung sein. Wesen derselben Spezies werden dieselbe „Grundstufe“ haben, d. h. sich in ihrer Form sowie Anzahl und Art der Körperfortsätze und Sinnesorgane ähneln; Wesen unterschiedlicher Spezies werden sich darin unterscheiden.
2. Bestimmte Merkmale werden variieren, da sie für die Kategorienbildung nicht zentral sind (z. B. Größe).
3. Die Cluster sind wahrscheinlich auch bei den kreierten Wesen wiederfindbar.
4. Neue Eigenschaften der Kategoriebildung sollten gefunden werden (sonst hätte man ja auch bei alten Ansätzen bleiben können…).

Experiment I – Ein Planet wie die Erde
Die inhaltlichen Fragestellungen lauteten u. a.:
- Gibt es gemeinsame, vorhersagbare Strukturen?
- Gibt es Gemeinsamkeiten der Kreationen an sich?
- Sind die Unterschiede zwischen und innerhalb der Spezies von Person zu Person ähnlich oder idiosynkratisch?
- Und, am wichtigsten: sind die Gemeinsamkeiten aus traditioneller Forschung und bekannten Kategorien heraus vorhersagbar gewesen?

Die Versuchspersonen wurden gebeten, sich einen erdähnlichen Planeten vorzustellen und daraufhin ein Wesen zu malen, das dort leben könnte. Danach wurden sie aufgefordert, nochmals ein Wesen derselben Spezies zu malen, danach eins einer anderen Spezies. Nach jedem Durchgang wurden detaillierte Fragen zum jeweiligen Wesen gestellt, um alles wirklich richtig zu interpretieren und Informationen über nicht Sichtbares zu erhalten.
Die Auswertung ergab folgendes:
- Wie erwartet zeigten die Wesen Ähnlichkeit mit den auf der Erde existenten: Symmetrie, Fortsätze (Arme, Beine etc.), Sinnesorgane waren in Anordnung und Anzahl zumeist sehr typisch für Erdbewohner
- Die Form ist bei 94 % der Wesen derselben Spezies gleich, aber auch Organe und Fortsätze sind ähnlich, bei Wesen unterschiedlicher Spezies gibt es allerdings eine starke Variation; dies lässt auf die Wichtigkeit der Grundstufe bei der Kategorisierung und somit der Vorstellung und Zeichnung schließen

Man sieht: Wenn Vorstellung dazu genutzt wird, ein neues Exemplar einer bereits bekannten Kategorie (hier: Erdenbewohner) zu erstellen, ist sie hochstrukturiert durch die bekannten Attribute anderer Kategoriemitglieder
Experiment II – Ein Planet, unterschiedlich von der Erde
Die Versuchspersonen bekamen dieselben Anweisungen wie diejenigen in der ersten Studie, nur sollten sie sich das Ganze auf einem Planeten, der sich von der Erde wesentlich unterschied, vorstellen.
Die Ergebnisse waren denen im ersten Experiment sehr ähnlich, nur waren die Wesen nicht so „erdähnlich“ (d. h. die Beziehungen zwischen den gezeichneten Wesen und die gemeinsamen bzw. unterschiedlichen Eigenschaften blieben, aber insgesamt waren die Wesen fremdartiger).
Fazit: Das Vorstellungsvermögen hoch strukturiert, versch. Prozesse und Konzepte spielen hierbei eine Rolle und beeinflussen die Strukturierung.
Insgesamt folgt aus dieser Studie, dass das Vorstellungsvermögen auf vorhandenes Wissen zurückgreift.

### Studie II – Experimente zu korrelierten Attributen (Clustering)
Attribute sind meist korreliert mit anderen Attributen, im Folgenden werden einige Experimente dazu dargestellt.
Experiment I – Zusammenhang zwischen Federn, Schnäbel und Flügel wird untersucht, Korrelation wird in Zeichnungen der Studie II (s. o.) festgestellt
Experiment II – Zusammenhang zwischen Intelligenz und menschlichen Struktur wird untersucht, Fazit: sagt man Personen, dass das Wesen hochintelligent sein soll, dann wird es menschenähnlicher gezeichnet, innere und äußere Merkmale gehören für Menschen zusammen
Experiment III – Zusammenhang zwischen Relation Kopf- zu Körpergröße und Alter wurde untersucht, Fazit: Die Probanden zeichnen bei „Baby-Wesen“ Kopf größer
Fazit: Korrelationen zwischen bestimmten Attributen konnten bestätigt werden.

## Strukturen und Prozesse der strukturierten Vorstellung
Welche Prozesse laufen im Kopf der Versuchsperson ab, wenn diese neue Wesenheiten kreieren soll?
Es gibt dazu zwei Theorien, beide können durch Auswertung verschiedener Kreationen bestätigt werden:
1. Einfach kategorisierende Modelle: 1) Abgleich des Wesens – ist es Mitglied einer bereits bekannten Kategorie? (in der Studie also z. B. „Erdbewohner“) 2) Vergleich eines ggf. dargebotenen Wesens mit vorhandener Repräsentation (gibt es Ähnlichkeiten oder Unterschiede zu bereits Vorhandenem?) 3) Kreieren des neuen Wesens mit Hilfe von mentaler Synthese und mentaler Transformation
2. Naive Theorien: Manche Eigenschaften des Wesens sind wichtig, da sie in Überzeugungssysteme eingebettet sind (z. B. Vogel braucht Flügel wg. Wind / Auftrieb / Flugfähigkeit etc.) Kreieren des Wesens erfolgt im Sinnzusammenhang, anhand von uns logisch erscheinenden „naiven Theorien“ und Überzeugungssystemen, die uns helfen, Informationen zu bündeln und zu organisieren.